# Белый террор (Франция, 1795)

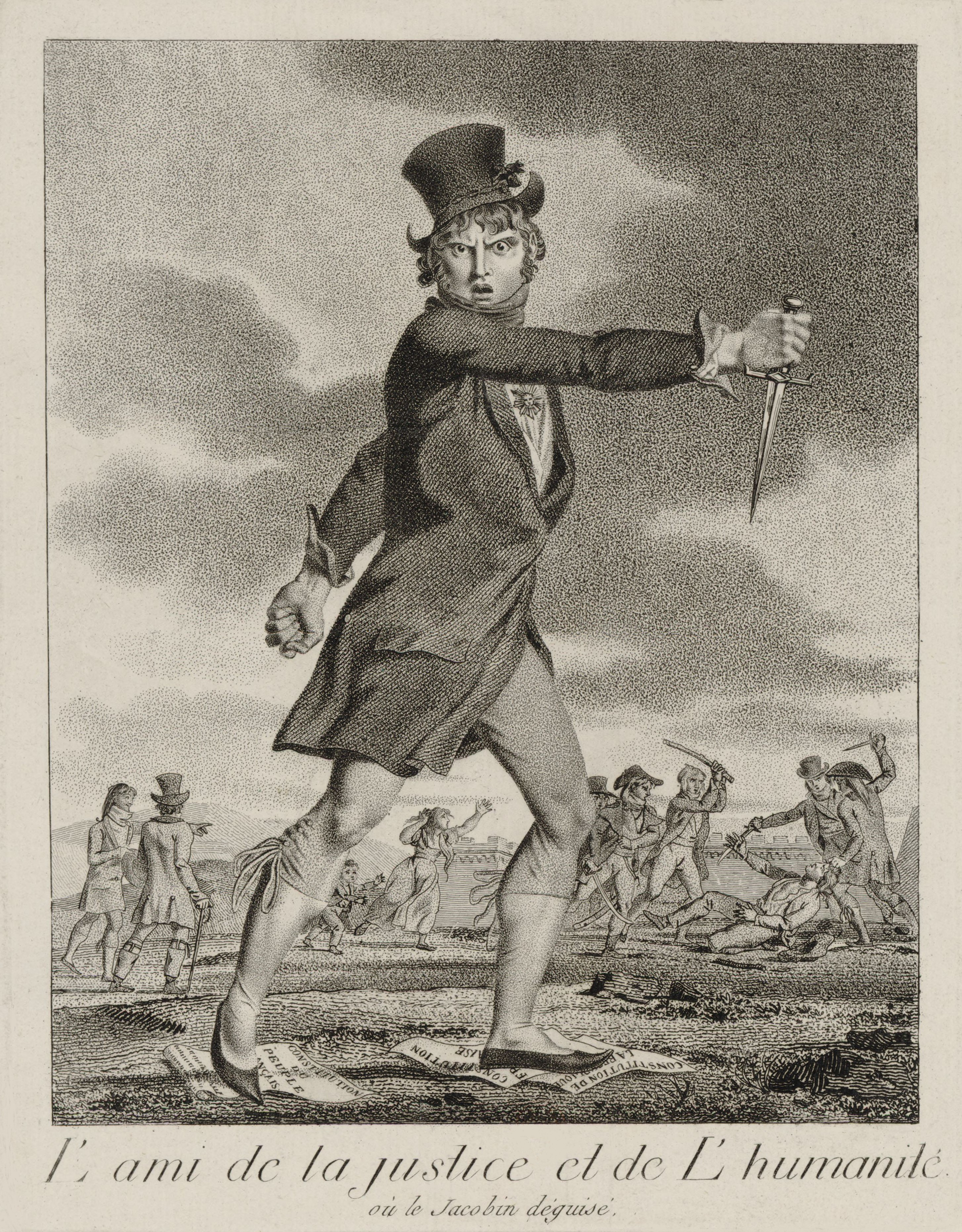
Карикатура неизвестного художника, на которой изображён член Compagnons du Soleil, осуществлявшей теракты на юго-востоке Франции.

Белый террор — период Великой французской революции в 1795 году, когда волна жестоких расправ прокатилась по всей Франции.
Во время Французской революции 1795 года наблюдалось массовое насилие как со стороны сторонников, так и противников революции. Массовые убийства революционеров получили название «Белый террор» от белого флага французского монарха. С тех пор историки и отдельные группы использовали термин «белый террор» для обозначения скоординированного контрреволюционного насилия в более широком смысле. Жертвами насилия (террора) стали лица, ассоциировавшиеся с эпохой террора — последователи Робеспьера и Марата и члены местных якобинских клубов. Расправы в основном совершали те, чьи родственники или соратники стали жертвами террора или чьи жизни и средства к существованию подвергались угрозе со стороны правительства и его сторонников до термидорианской реакции. В Париже это в основном были мюскадены, а в сельской местности — монархисты, сторонники жирондистов, противники Гражданского устройства духовенства и все остальные, кто по каким-либо причинам враждебно относился к политической программе якобинцев. Эпоха террора была в значительной степени организованной политической программой, основанной на таких законах, как Закон от 22 прериаля, и претворялась в жизнь официальными учреждениями, такими, как Революционный трибунал; однако Белый террор был, по сути, серией нескоординированных нападений местных активистов, которые разделяли общее мировоззрение, но у которых отсутствовала центральная организация. В некоторых местах, однако, существовали более организованные контрреволюционные движения, такие, как Соратники Иегу в Лионе и Спутники Солнца в Провансе. Название «Белый террор» происходит от белых кокард, которые роялисты носили на шляпах.

## Предыстория
Эпоха террора закончилась 9 термидора II года (27 июля 1794 года), когда Робеспьер и его соратники были свергнуты. Однако за этим не последовало немедленной реакции, и в течение многих месяцев преобладал нестабильный политический климат, прежде чем новый порядок обрёл свою форму. В Париже участились нападения мюскаденов на санкюлотов, а в феврале 1795 года — на якобинцев в Лионе и Ниме. Однако затем антиякобинские силы почувствовали себя достаточно уверенно, чтобы превратить эти разрозненные атаки в полномасштабный Белый террор.
В политическом плане термидорианская реакция не отстранила от власти всех тех, кто участвовал в эпохе террора — действительно, некоторые из самых страшных террористов, в том числе Жан-Батист Каррье и Жозеф Фуше, были причастны к свержению Робеспьера, в основном потому, что боялись быть призванными им к ответу. Прошло несколько месяцев, прежде чем все ведущие фигуры, связанные с эпохой террора, предстали перед судом или были отстранены от власти.
В экономическом отношении из-за суровой зимы 1794—1795 гг. возникла нехватка продовольствия, и курс ассигнатов обвалился. Урожай 1794 года был плохим, особенно в районах, снабжавших Париж, и во многих северных областях люди были вынуждены питаться зимой семенами, припасёнными для посадки нового урожая. Реки оставались покрытыми льдом, а дороги весной стали непроходимыми, что затрудняло торговлю и поднимало местные цены. Ассигнаты упали в цене с 31 % от номинала в августе 1794 года до 24 % в ноябре, 17 % в феврале и 8 % в апреле 1795 года. В апреле 1795 года голод и отчаяние привели в Париже к Жерминальскому восстанию.
В военном плане Национальный конвент боролся с восстанием шуанов на западе Франции до декабря 1794 года. Договор в Ла-Жонэ, положивший конец восстанию, разрешил возвращение неприсягнувших священников. Соглашение положило конец прямой военной угрозе, с которой столкнулась Республика, и ослабило влияние Гражданского устройства духовенства.

## Хронология событий, приведших к Белому террору
(источник)

### 1794 год
- 1 августа — арест якобинского террориста Фукье-Тенвиля. Конвент отменяет Закон от 22 прериаля[13].
- 3 сентября — арест Жан-Батиста Каррье.
- 8 сентября — Революционный трибунал начинает слушание дела 94 федералистов Нанта. Обвиняемые постоянно апеллировали к общественному мнению, рассказав ужасающие подробности террора в их городе при Каррье. Этот процесс сыграл решающую роль в укреплении общественного мнения против якобинцев.
- 16 октября — Конвент запрещает любую переписку и связи между клубами, фактически ставя вне закона общенациональную сеть якобинских клубов[14].
- 17 октября — суд над 94 нантскими федералистами заканчивается их оправданием, и против Каррье выдвигаются новые обвинения.
- 12 ноября — после нападений мюскаденов, которые забивают камнями мужчин и бичуют женщин, Якобинский клуб закрывается Комитетом общественного спокойствия, поскольку тот был центром насилия.
- 8 декабря — Конвент вновь приглашает жирондистов, исключённых 3 июня, занять свои места.
- 16 декабря — казнён Жан-Батист Каррье.

### 1795 год
- 7 февраля — арест известного радикала Гракха Бабёфа.
- 8 февраля — Конвент решает, что останки Марата должны быть убраны из Пантеона.
- 2 марта — Конвент постановляет арестовать якобинцев Барера, Бийо-Варенна, Вадье и Колло д’Эрбуа.
- 1-2 апреля — первое восстание санкюлотов в Париже против голода и реакции, быстро подавленное. Конвент вводит в Париже военное положение и постановляет, что арестованные якобинцы Барер, Бийо-Варенн, Вадье и Колло д’Эрбуа должны быть депортированы в Гвиану без суда.
- 5 апреля — Конвент издаёт ордера на арест ряда левых депутатов, в том числе Камбона, Левассёра, Тюрио[фр.] и Лекуантра[фр.][15].
- 6 апреля — Конвент ограничивает власть Революционного трибунала.
- 10 апреля — Конвент принимает указ о разоружении всех, кто участвовал в терроре.
- 7 мая — казнь на гильотине Фукье-Тенвиля и других членов Революционного трибунала.

## Хронология событий Белого террора

### 1794 год
- Август—октябрь — вновь обретённая свобода прессы позволяет правым газетам в Париже призывать к мести якобинцам, давать инструкции к действию и указывать на главные цели террористов. В провинциях термидорианские комиссары-представители открывали тюрьмы и распространяли призывы к мести якобинцам — Буассе[фр.] в Бурже, Гупильо[фр.] в Авиньоне, а Оги[фр.] и Серре[фр.] в Марселе. Они разогнали местные якобинские комитеты и посадили в тюрьму множество лиц, связанных с ними[16].

### 1795 год

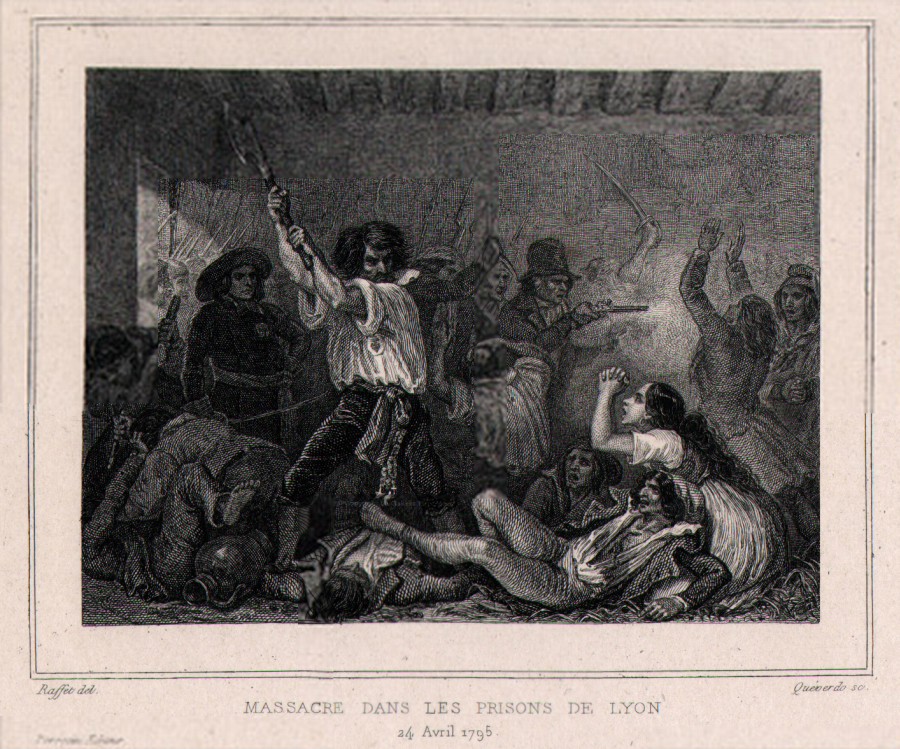
Резня якобинских пленных в Лионе в 1795 году

- 2 февраля — расправа над якобинскими пленными в Лионе[17]. 14 февраля Жозеф Фернекс, судья бывшего Революционного комитета, находившийся в тюрьме после термидорианского переворота, был убит толпой, а труп его брошен в Рону[18]. Позже в феврале убивают пленных якобинцев в Ниме. 1 марта убит член Революционного комитета Сотемуш[19].
- 30 марта — В Лионе угроза расправы над заключёнными и другими якобинцами была настолько велика, что Буассе приказал увезти задержанных в Роан и Макон[20]. Тем не менее 4 апреля несколько тысяч мятежников ворвались в три тюрьмы и убили 99 пленных якобинцев.
- 7 апреля — в Сент-Этьене убит бывший якобинский мэр Жоанно.
- 19 апреля — возле Лон-ле-Сонье убиты шесть якобинцев, которых арестовали и везли в город.
- 11 мая — в Экс-ан-Провансе убиты тридцать пленных якобинцев. В Ниме убивают Жан-Антуана Курби[фр.][21].
- 20 мая — Прериальское восстание санкюлотов в Париже подавлено армией.
- 23 мая — учреждена Военная комиссия для рассмотрения дела прериальских повстанцев. Он обезоруживает секции и выносит 36 смертных приговоров. Около 1200 человек находятся в заключении в Париже, а ещё десятки тысяч — в провинциях[22].
- 25 мая — убиты несколько якобинских пленных в Тарасконе.
- 2 июня — двенадцать пленных якобинцев убиты в Сент-Этьене.
- 5 июня — в Марселе в тюрьме форта Сен-Жан убивают 700 пленных якобинцев.
- 27 июня — члены бывшего Революционного трибунала в Оранже убиты, а их тела сброшены в Рону[23].

## В других регионах
Белый террор распространился по всей стране: некоторые регионы утверждали, что не были опозорены эпохой террора, а другие полагали, что должно произойти возмездие. Лица, обвинённые в террористической деятельности, предавались суду и казнились. В целом, серьёзность реакции на эпоху террора зависела от того, как каждый регион был вовлечён в революцию, и от конкретной истории этого региона. Списки преследуемых, а также уцелевшие судебные и полицейские записи показывают, что подавляющее большинство обвинений были выдвинуты вовсе не из-за действий во время правления террора, а, скорее, из-за личных обид и давних конфликтов.
- В записях департамента Восточные Пиренеи говорится, что после Термидора террористов там не было. Они хвастались тем, что не были «опозорены» ни террором, ни реакцией.
- В маленькой деревушке Веллерон в департаменте Воклюз с населением около 900 человек немало её жителей были несправедливо осуждены и казнены во время эпохи террора. Многие из тех, кто предъявлял им обвинения, тоже были местными жителями. Большинство обвиняемых в конечном итоге подверглись гонениям или были отправлены на гильотину. После окончания эпохи террора, с 1796 по 1797 год, семьи её жертв возглавили «реакцию» против обвинителей своих близких. Самыми распространёнными методами преследования во время Белого террора были поджоги или убийства. Судебные протоколы содержат 9 приговоров, вынесенных отдельным лицам вместе с их семьями[24].
- В Монбризоне, в департаменте Луара, более 258 человек сообщили о насилии по отношению к ним и другим лицам во время эпохи террора. Однако в Луаре наблюдались длительные фазы конфликта и взаимной мести из-за религиозной нетерпимости. Давний религиозный конфликт заставил историков задуматься, использовался ли Белый террор как средство поддержания конфликта с конкурирующими религиозными группами. В 1798 году в Луаре произошла резня в тюрьме под предводительством антиякобинского лидера генерала Амеде Вилло[фр.]. Вилло обычно считается ответственным за разжигание Белого террора в Луаре. Его оккупация города получила название «Реакция Вилло» (фр. la Réaction Willot). Из-за своей жёсткой антиякобинской позиции Вилло злоупотребил полномочиями, предоставленными ему Конвентом, установил военную диктатуру и открыто преследовал местных патриотов. Лица, обвинённые в том, что они были якобинцами, были заключены в тюрьмы и в конечном итоге убиты.
- В общине Обань, насчитывавшей 8 тыс. человек, эпоха террора сильно повлияла на местное население. С 1795 по 1797 год продолжалась затяжная фаза насилия. В городе было много революционеров, а его история содержала массу фракционных конфликтов. С 1795 по 1797 годы, которые считаются «реакцией» города на эпоху террора, были заключены в тюрьмы и в конечном итоге казнены 413 человек. Судебные записи показывают, что обвинения и убийства во время якобинского и белого терроров одинаковым образом связаны как со старыми распрями между отдельными семействами, так и с традиционными местными конфликтами.